# Juan Ignacio Nardoni
Juan Ignacio Martín Nardoni (* 14. Juli 2002 in Nelson) ist ein argentinischer Fußballspieler.

## Karriere

### Verein
Bei CA Unión stieg er September 2020 von der zweiten fest in die erste Mannschaft auf, hatte Ende August 2019 aber bereits sein Erstligadebüt. Ab 2021 kam er dann zu noch mehr Einsätzen und wurde hier zu einem oft gesehen Teil der Startelf. Auch in der Copa Sudamericana kam er für die Mannschaft zu einigen Einsätzen. Anfang Januar 2023 wechselte er dann für eine Ablöse von 5,7 Mio. € zu Racing Club. Für diese kam er in der Saison 2023 auch erstmals in der Copa Libertadores zum Einsatz.

### Nationalmannschaft
Im Oktober 2023 wurde er erstmals für die argentinische U23 für die Vorbereitung vor dem Qualifikationsturnier für Olympia nominiert. Dort kam er auch drei Mal zum Einsatz. Bei dem Turnier selbst war er auch in fast jeder Partie aktiv. Am Ende landete er mit seinem Team hier auf dem zweiten Platz der Endgruppe und qualifizierte sich so für die Spiele in Paris.